# Adolf Laudon
Adolf Laudon est un footballeur autrichien né le 13 décembre 1912 et décédé le 22 novembre 1984. Il évoluait au poste d'attaquant.

## Carrière
Il participe avec la sélection olympique autrichienne aux Jeux olympiques de Berlin en 1936. Lors du tournoi olympique, il joue quatre matchs : contre l'Égypte, le Pérou, la Pologne et enfin l'Italie. Il inscrit deux buts lors de cette compétition. La sélection autrichienne remporte la médaille d'argent.
En club, il joue en faveur du Salzburger AK et du First Vienna.

## Palmarès
- Médaillé d'argent lors des Jeux olympiques de 1936 avec l'équipe d'Autriche